# Heath (Texas)
Heath város az USA Texas államában, Kaufman és Rockwall megyében. Lakosainak száma 9769 fő (2020. április 1.).

## Népesség
A település népességének változása:

| 2010 | 6 921 |
| 2020 | 9 769 |